# Nosy Hara
Nosy Hara är en ö i Madagaskar. Den ligger i den norra delen av landet, 800 km norr om huvudstaden Antananarivo. Arean är 3,2 kvadratkilometer.
Terrängen på Nosy Hara är platt. Öns högsta punkt är 109 meter över havet. Den sträcker sig 3,1 kilometer i nord-sydlig riktning, och 1,9 kilometer i öst-västlig riktning.